# NRK2
NRK2 —  развлекательная телепрограмма Норвежского риксрадио.

## История

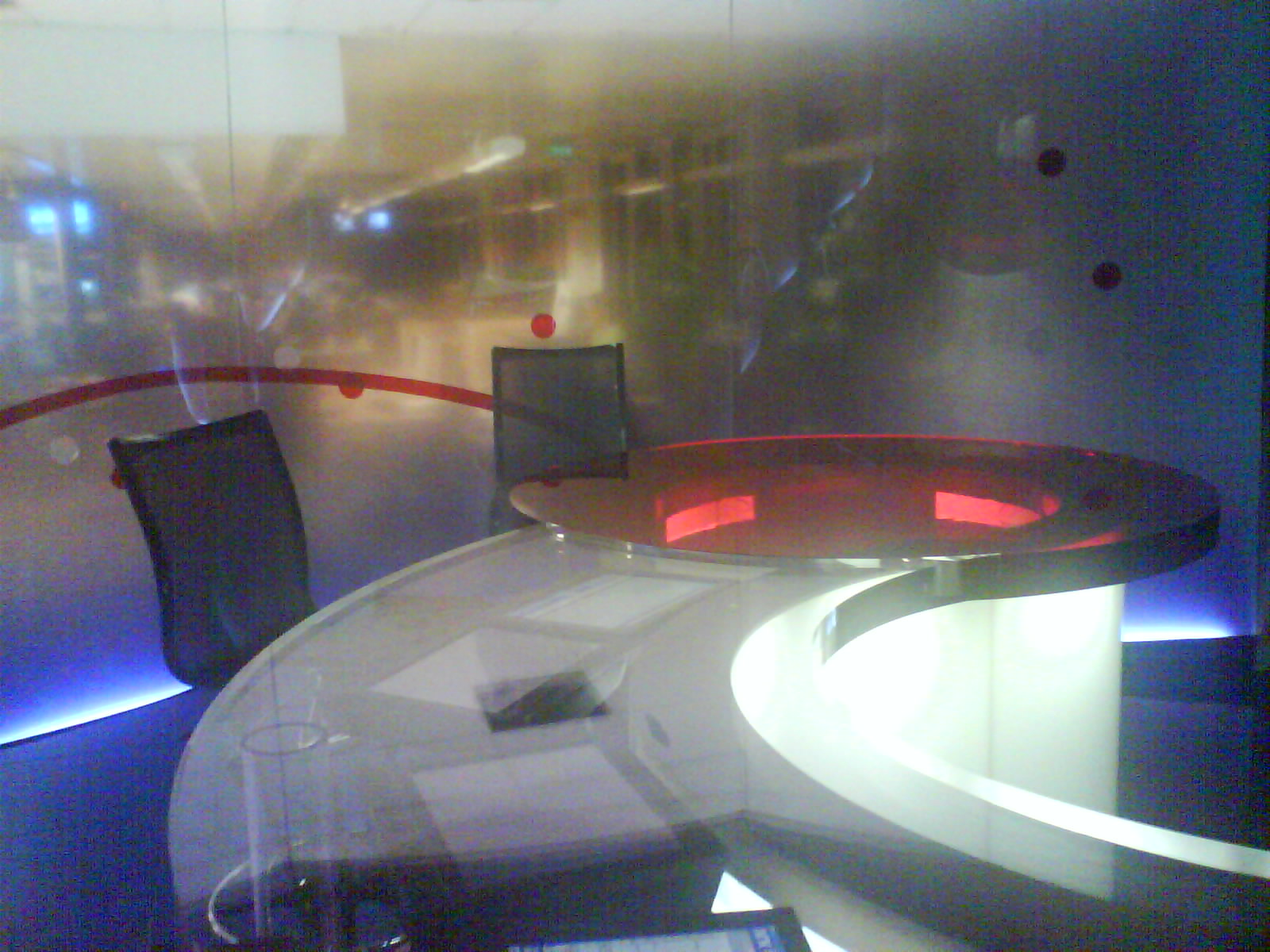
Студия выпуска новостей на канале NRK2

### 1996—2000
В 1990 году начались экспериментальные передачи по Второй программы, с 1 сентября 1996 ведутся регулярные передачи (с норв. — «НВК Два»), который были предназначены преимущественно для молодёжи. Принималась на обычную антенну чаще в крупных городах, и только к началу 2000-х годов после расширения наземного цифрового телевещания в зону охвата попала вся Норвегия.
Символом программы стала передача «Svisj», в котором при помощи СМС-голосования зрители выбирали лучший музыкальный видеоклип.

### 2000—настоящее время

Логотип HD-версии телеканала NRK2

Рейтинг телеканала NRK To был ниже, чем у TV 2 и TV Norge, что привело к очередным перестановкам в сетке вещания. В 2000 году телеканал получил своё современное название, но сохранил привязанность к молодёжной аудитории. В 2007 году по инициативе журналистов телеканала появились детский телеканал NRK Super и телеканал NRK3 для молодёжи студенческого возраста. С 2010 года он ведёт вещание и в формате HD.